# Вильгельм де Корбейль
Вильгельм де Корбейль (англ. William de Corbeil; 1070—1136) — архиепископ Кентерберийский в 1123—1136 гг.

## Биография
О родителях Вильгельма ничего не известно. Вероятно, он родился около 1070 года в Корбее на Сене, а образование получил в Лане. В конце XI века Вильгельм перебрался в Англию, где поступил на службу к Ранульфу Фламбарду, епископу Даремскому. Затем он вступил в орден Святого Августина и вскоре стал первым приором августинского монастыря Святой Оситы в Эссексе.
В 1123 году Вильгельм де Корбейль был избран архиепископом Кентерберийским. Поскольку он, по примеру своего предшественника Ральфа д’Эскюра, отказался признать самостоятельность Йоркского архиепископства, то рукоположение ему пришлось принять не от Турстана, архиепископа Йорка, а от одного из епископов, подчинённых Кентербери. Отправившись в Рим за получением паллия из рук папы, Вильгельм обнаружил, что папа Каликст II всецело поддерживает претензии Йорка, и лишь давление со стороны английского короля Генриха I и императора Генриха V заставили папу признать Вильгельма архиепископом и передать ему паллий.
В 1125 году в Англию прибыл папский легат Джованни да Крема, который созвал синод английской церкви, несмотря на сопротивление Вильгельма. Между архиепископом и легатом, отличавшимся авторитарным характером, вспыхнул конфликт, и Вильгельм в 1126 году вновь отправился в Рим за поддержкой папы. Ему удалось добиться от папы Гонория II предоставления себе легатских полномочий на территории Англии и Шотландии. Этот прецедент в дальнейшем использовался английской церковью и монархами для претензий на особые привилегии Кентерберийского архиепископства и закрепления за Кентербери постоянного легатского статуса. С другой стороны, получение полномочий легата Вильгельмом де Корбейлем позволило разрешить длительный спор между Йоркским и Кентерберийским архиепископами: Вильгельм признал Йорк самостоятельной митрополией, поскольку легатский статус давал ему возможность осуществлять руководство Йоркским архиепископством и без номинального признания последним верховенства Кентербери.
Вильгельм де Корбейль также известен как создатель знаменитого донжона Рочестерского замка — самой высокой башни среди всех английских замков нормандского периода. Рочестерский замок был передан под управление Вильгельма королём Генрихом I, а строительство донжона началось в 1127 году.
После смерти Генриха I в 1135 году Вильгельм де Корбейль выступил в поддержку Стефана Блуаского, и во многом благодаря поддержке английской церкви во главе с архиепископом, Стефану удалось без особых проблем добиться своего избрания королём Англии и коронации 22 декабря 1135 года. Обряд коронации проводил сам архиепископ Вильгельм, который добился от Стефана клятвы соблюдать права английской церкви. Спустя год Вильгельм де Корбейль скончался.